# New York (Schiff, 1927)
Die New York der Hamburg-Amerikanischen Packetfahrt-Actien-Gesellschaft (Hapag) war das vierte Schiff der Albert Ballin-Klasse für den Nordatlantikdienst. Wie ihre Schwestern bei Blohm & Voss gebaut, kam sie 1927 in Fahrt. In den 1930er Jahren galt sie als Flaggschiff der Hamburger Reederei. Am 3. April 1945 wurde die New York bei einem der Luftangriffe auf Kiel versenkt. Sie wurde bei der Aufräumung des Hafens gehoben, aber ab 1949 verschrottet.

## Baugeschichte
Nach der Albert Ballin, der Deutschland und der Hamburg, die in den Jahren 1923, 1924 und 1926 in Dienst kamen, lief 1926 bei Blohm & Voss in Hamburg, der Bauwerft aller Schiffe, die New York als letztes Schiff der Baureihe vom Stapel. Am 12. März 1927 wurde sie an die Hapag abgeliefert.
Sie unterschied sich wenig von der zuvor gelieferten Hamburg; nur die Passagiereinrichtung wurde der geringeren Bedeutung des Auswandererverkehrs angepasst. Wie ihre Schwesterschiffe wurde sie zwischen November 1929 und dem 16. April 1930 mit leistungsstärkeren Dampfturbinen ausgerüstet, die die Dienstgeschwindigkeit auf 19 kn erhöhten. Zwischen dem 24. März und dem 30. Mai 1934 wurde auch sie durch ein Vorschuhen des Vorschiffs um etwa 12 Meter verlängert, was eine noch höhere Geschwindigkeit ermöglichte. Mit der neuen Rumpfform konnte die New York eine Höchstgeschwindigkeit von 21,5 kn laufen. Allerdings wurde darauf verzichtet und der Umbau genutzt, um die neue Plangeschwindigkeit seit 1930 mit erheblich geringerer Maschinenleistung zu erreichen und den Treibstoffverbrauch zu reduzieren. Bei den Umbauten wurde auch das äußere Erscheinungsbild jeweils einheitlich verändert und die Passagiereinrichtung verbessert.

## Im Dienst der Hapag
Am 1. April 1927 ging die New York auf ihre Jungfernreise von Hamburg – Southampton – Cherbourg – New York. An ihrer Jungfernfahrt nahm eine hochrangige Journalistengruppe aus Deutschland teil. Am 31. Januar 1928 führte sie als erstes Schiff der Ballin-Klasse auch eine Kreuzfahrt durch, die von New York über Madeira ins Mittelmeer und bis nach Istanbul führte und am 1. April in Hamburg endete.
Am 18. und 19. Dezember 1934 assistierte die New York beim Seenotfall des kleinen norwegischen Dampfers Sisto (1.120 BRT) auf ca. 50N 22W, der auf dem Weg von Kanada nach Europa in einem Orkan manövrierunfähig geworden war. Die sechzehnköpfige Besatzung der Sisto konnte von einem Rettungsboot der New York unter dem Kommando des Zweiten Offiziers Wiesen abgeborgen werden, nachdem der britische Tanker Mobiloil zur Beruhigung der See Öl abgelassen hatte und zwei weitere Schiffe, die Aurania und der Schnelldampfer Europa, mit ihren Suchscheinwerfern die Szene beleuchteten. Die New York nahm die gerettete Besatzung mit nach Southampton. Der Kapitän und Leiter der Rettungsaktion war der Kommodore der Hapag, Friedrich Ferdinand Heinrich Kruse (1874–1945), der als Kapitän des Kreuzfahrtschiffes Resolute auf ihre Weltreisen eine international bekannte Persönlichkeit war. Nach dem Verkauf der Resolute übernahm deren Schwesterschiff Reliance unter Kommodore Kruse im Frühjahr 1936 die alljährliche Hapag-Weltreise und die New York deren seit 1927 übliche Westindien-Kreuzfahrten ab New York.
1939 befand sich die New York Ende August kurz vor New York. Sie ergänzte dort noch Treibstoff und lief dann wieder aus, um Deutschland vor Beginn des Zweiten Weltkrieges zu erreichen. Sie lief am 8. September, zwei Tage nach der Bremen, im neutralen Murmansk ein. Am 10. November 1939 erreichte die New York nach einer Fahrt entlang der norwegischen Küste Kiel-Holtenau.

## Nutzung im Zweiten Weltkrieg

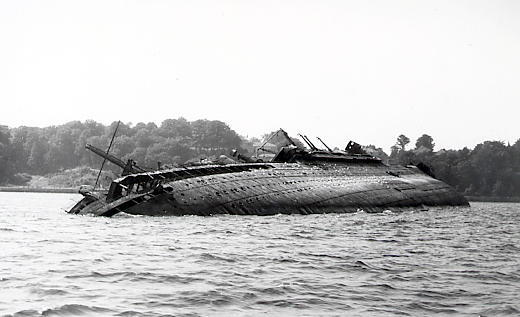
Die gekenterte New York

Von Mai bis August 1940 wurde auf der als Wohnschiff der Kriegsmarine in Gotenhafen liegenden New York seemännisches Personal, darunter 225 Rekruten der 11. Schiffsstammabteilung aus Stralsund, für das in Dienst zu stellende Schlachtschiff Bismarck gesammelt. Am 11. August 1940 erreichte die New York mit diesem Personal durch den Nord-Ostseekanal den Hamburger Hafen, wo das Schlachtschiff dann am 24. August in Dienst gestellt wurde.
Im Dezember 1941 wurde die in Kiel-Wik als Wohnschiff der Kriegsmarine stationierte New York bei der Reprivatisierung der Hapag (seit 1935 unter staatlicher Kontrolle) an die neugebildete Deutsche Nordatlantik-Linie (Norda) zusammen mit ihren drei Schwesterschiffen und der St. Louis sowie dem unfertigen Neubau Vaterland übertragen, da man den Passagierverkehr über den Nordatlantik für die Zukunft als staatliche Aufgabe sah.
Nach über 80 Luftangriffen auf Kiel wurde die New York am 3. April 1945 bei einem zweiten schweren Angriff der 8. US-Luftflotte, an der über 700 Maschinen beteiligt waren, auf Kiel in der Kieler Förde vor Bellevue (Düsternbrook) versenkt. Der Angriff galt den Kieler U-Boot-Werften. Neben der New York wurden auch die Monte Olivia, der Tanker Mexphalte (3089 BRT, 1928) sowie das Minenschiff Brummer, der Minentransporter Irben, der Minensucher M 802, die Räumboote R 59, R 119, R 261 und die U-Boote U 1221, U 2542, U 3505 versenkt. Die gekenterte und aus dem Wasser ragende New York wurde nach dem Krieg gehoben, 1949 durch den Nord-Ostseekanal nach England geschleppt und dort zur Verschrottung versteigert.